# Gerolamo Spezia
Girolamo Spezia, nome di battaglia Piero (Vezzano Ligure, 21 giugno 1925 – Calice al Cornoviglio, 8 ottobre 1944), è stato un partigiano e antifascista italiano. È stato decorato con Medaglia d'oro al valor militare alla memoria.
Motorista navale presso l'Arsenale militare marittimo della Spezia, dopo l'armistizio di Cassibile si unì alle prime formazioni partigiane che si stavano organizzando nell'entroterra della Provincia della Spezia, in particolare nel calicese. Si unì alla formazione della Colonna Giustizia e Libertà, partecipando a numerose azioni di sabotaggio.
L'8 ottobre 1944, durante un massiccio rastrellamento nazi-fascista in Val di Vara, il reparto a cui apparteneva Spezia riuscì a bloccare per ore l'avanzata dei nazifascisti. Durante gli scontri a fuoco, nella zona del calicese le donne dei vicini villaggi accorrevano a fornire viveri ai partigiani. Gli scontri si protrassero per alcune ore, fin quando le forze nazifasciste, superiori per numero e per equipaggiamento, erano in procinto di sfondare la linea di fuoco partigiana. Durante le azioni di ripiegamento, Spezia fu ferito e nonostante ciò continuò a combattere per consentire il ripiegamento dei compagni, finché cadde colpito a morte.

## Intitolazioni
A Girolamo Spezia è intitolata una via nel comune di Follo e nel comune della Spezia.